# 宗論 (落語)
宗論（しゅうろん）は、古典落語の演目の一つ。大正期に益田太郎冠者によって作られた準古典。

## あらすじ
息子の藤三郎がキリスト教信者になって旦那は不満でたまらない。何しろ、旦那自身が熱心な浄土真宗の門徒なのである。「小さいときからありがたいお説法を聴かせてあげたのに、死んだ婆さんがさぞや草葉の陰で泣いているだろう。」と今日も番頭相手に愚痴っているところに件の藤三郎が帰ってくる。「お父様ただいま帰りました。」「なんだい。その手は」「握手であります。」「変な手つきをしなさんな。どこへ行ってきました。」「教会であります。関西からピースというありがたい牧師様がいらっしゃいましたので、お説教を聴いてきました。」「その何かい。タバコみたいな牧師の噺を聴いてきたのか。これ藤三郎。なぜ、お前さんはうちにある仏壇の阿弥陀様を拝まないのです。」と親子で仏教とキリスト教の教義を巡って口論が始まる。
意見はかみ合わず、藤三郎は牧師の口調を真似て聖書の一節を語り、しまいには賛美歌を歌い出す。怒った旦那が殴ると、飯炊きの権助が仲裁に入り「旦那様、宗論はどちら負けても釈迦の恥て言いやす。どうか若旦那を許してくだんせえ。」と説得。興奮していた旦那も我に帰り「いや、権助ようく仲裁してくれました。宗論はどちら負けても釈迦の恥。その通りです。そんなことを言うお前さんも真宗（信州）かな。」「いいえ。おらあ仙台生まれだから奥州でがす。」

## 説明
キリスト教が出てくるのがユニークであるが、もともとは日蓮宗と浄土真宗の信者同士のいさかいの筋だったのを改作したものである。狂言にも同じ題の演目があり、これも日蓮宗と浄土真宗の僧が旅の途中で教義争いをする筋で、おそらくそのあたりがこの噺の源流と思われる。
主な演者として8代目春風亭柳枝、2代目三遊亭円歌らがおり、また6代目三遊亭円楽は独自の演出で得意ネタにしていた。

## サゲのアレンジ
この噺のサゲ（権助の答え）はほとんど自由と言っても過言ではない。上記あらすじのように「しゅう」の付くものを持ってきたり、別の宗教を持ってくる、または若旦那に同じくキリスト教徒の場合もある。サゲが自由ということは逆を言えばこの演目最大の要であり、演者のセンスが問われる。